# Campanula pichleri
Campanula pichleri är en klockväxtart som beskrevs av Roberto de Visiani. Campanula pichleri ingår i släktet blåklockor, och familjen klockväxter. Inga underarter finns listade i Catalogue of Life.